# Бивол аноа
Бивол аноа (Bubalus depressicornis) е вид бозайник от семейство Кухороги (Bovidae). Първите доказани представители са от преди около 2,588 млн. години по времето на периода кватернер. Видът е застрашен от изчезване.

## Разпространение
Разпространен е в Индонезия (Сулавеси).

## Описание
На дължина достигат до 1,7 m, а теглото им е около 257 kg.
Продължителността им на живот е около 36,1 години. Популацията на вида е намаляваща.